# Paolo Di Stefano
Paolo Di Stefano, noto anche con lo pseudonimo di Nino Motta (Avola, 1956), è uno scrittore, giornalista, critico letterario, curatore editoriale, poeta, librettista e direttore artistico italiano.

## Biografia
È cresciuto a Lugano, in Svizzera. Si è laureato in Filologia romanza con Cesare Segre a Pavia. Dopo una breve esperienza di ricerca universitaria, ha lavorato come giornalista al Corriere del Ticino e a la Repubblica, ed è stato responsabile delle pagine culturali del Corriere della Sera, di cui è adesso inviato speciale. È stato editor presso la casa editrice Einaudi. Ha insegnato Cultura giornalistica alla Facoltà di Lettere dell'Università degli Studi di Milano.
Ha scritto saggi filologici e critico-letterari e ha curato volumi miscellanei. È autore di racconti, reportage, inchieste, poesie e romanzi, alcuni dei quali tradotti in francese e in tedesco. Nelle sue opere affronta temi come la memoria e l'oblio, l'infanzia violata e la difficoltà di crescere, la famiglia e i rapporti generazionali, l'emigrazione, lo spaesamento, i rapporti Nord-Sud.
La sua opera narrativa è stata accolta da numerosi e prestigiosi premi letterari, quali il Premio Viareggio, il Bagutta, il Campiello, il Comisso, il Vittorini, il Flaiano, il Grinzane Cavour, il Premio Pisa.
Nel 2016 dal romanzo La catastròfa (che racconta la tragedia dell'8 agosto 1956, quando in miniera a Marcinelle morirono, tra i molti altri, 136 minatori italiani) è stato tratto un oratorio musicale in collaborazione con la cantante Etta Scollo (autrice delle musiche) e l'attore Leo De Colle: lo spettacolo ha esordito al Film Festival della Lessinia ed è stato replicato con successo a Bruxelles, Milano, Pavia, Berlino, Bad Oeynhausen. Anche Giallo d'Avola prende le mosse da un fatto di cronaca reale, il cosiddetto "caso del morto-vivo" nella Sicilia degli anni 1956-61, che Di Stefano, dichiaratamente, trasforma in romanzo. 
Una monografia sull'opera narrativa si deve a Guido Grilli (Avevo due cuori, con prefazione di Fabio Pusterla, Manni 2022).
Dal 2019 al 2022 è stato direttore artistico del festival Eventi letterari del Monte Verità di Ascona
Con vari editoriali apparsi sul Corriere della Sera ha proposto e promosso il Dantedì, la giornata mondiale dantesca, raccogliendo le adesioni delle istituzioni e degli enti pubblici in vista delle celebrazioni del 2021.
È sposato e ha tre figli, Simone, Luca e Maria. Vive a Milano.

## Opere

### Poesie
- Minuti contati, Scheiwiller, Milano 1990, Premio Sinisgalli, con prefazione di Giorgio Orelli
- Negli anni. Poesie. Con 16 disegni di Tullio Pericoli, Manni 2024

### Romanzi
- Baci da non ripetere, Feltrinelli 1994
- Azzurro troppo azzurro, Feltrinelli 1996, Bompiani 2022
- Tutti contenti, Feltrinelli 2003
- Aiutami tu, Feltrinelli 2005
- Nel cuore che ti cerca, Rizzoli 2008
- La catastròfa, Sellerio 2011[8]
- Giallo d'Avola, Sellerio 2013
- I pesci devono nuotare (romanzo per ragazzi), Bompiani Rcs Education 2013
- Ogni altra vita Storia di italiani non illustri, il Saggiatore 2015
- I pesci devono nuotare, Rizzoli 2016
- Con il nome di Nino Motta ha pubblicato La parrucchiera di Pizzuta, un giallo siciliano, Bompiani 2017[9]
- Respirano i muri con il fotografo Massimo Siragusa, prefazione di Goffredo Fofi, Contrasto 2018
- Sekù non ha paura (romanzo per ragazzi), Solferino 2018
- Il ragazzo di Telbana (romanzo per ragazzi), Giunti 2019
- Noi, Bompiani 2020
- Il secondo giallo siciliano con il nome di Nino Motta è Ragazze troppo curiose, Bompiani 2022
- Una giornata meravigliosa, Feltrinelli 2025

### Racconti
- Per più amore, plaquette di racconti, Manni 2010.

### Reportage
- La famiglia in bilico, prefazione di Adriano Sofri, Feltrinelli 2001
- Io vorrei. Desideri e passioni di adolescenti di ogni età, Edizioni Corriere della Sera 2004

### Altre pubblicazioni
- Lettere all'editore 1945-54, Einaudi, 1990, raccolta di lettere di Gianfranco Contini a Giulio Einaudi
- Tutti i nostri mercoledì, Casagrande, 2001, libro-intervista a Giulio Einaudi
- Potresti anche dirmi grazie. Gli scrittori raccontati dagli editori Rizzoli, 2010, raccolta di interviste sul mondo dell'editoria italiana
- Viaggio al termine del Novecento. Il romanzo italiano da Pasolini a Tabucchi, Bruno Mondadori 2013, raccolta di recensioni di Giuliano Gramigna.
- L'infamia e la lode. Piccoli giudizi universali, tipografiaHelvetica 2021, scelta di articoli dalla rubrica "Voti d'aria"
- Mai più Vajont 1963-2023 (con Riccardo Iacona), Fuoriscena 2023
- Ha curato Diario civile, una raccolta di articoli di Cesare Segre, Il Saggiatore, 2024

## Premi e riconoscimenti
- 1990, premio Leonardo Sinisgalli,
- 1994: finalista Premio Comisso;[10]
- 1996: Premio Grinzane Cavour[11];
- 2003, Premio Vittorini,[12] Premio Flaiano,[13] Premio Palmi[14], Premio letterario internazionale Nino Martoglio[15], Premio Letterario Chianti[16];
- 2005: Premio Mondello[17];
- 2008, Premio Selezione Campiello[18] e Premio Brancati[19];
- 2011: Premio Volponi[20],
- 2013: Premio Sebastiano Addamo, Premio Viareggio[21] e Premio Comisso[22];
- 2014, Premio Lo Straniero,
- 2015: Premio Bagutta 2016 ex aequo[23]
- 2016: Premio Pirandello[24]
- 2020, Premio nazionale letterario Pisa
- 2021 Premio Montale Fuori di Casa
- 2021: Premio Alassio Centolibri - Un autore per l'Europa[25]
- 2022 Premio Pax Dantis per aver proposto il Dantedì.
- 2022 Premio Giovanni Verga